# IKAROS
IKAROS (ang. Interplanetary Kite-craft Accelerated by Radiation Of the Sun) – eksperymentalna japońska sonda kosmiczna. Sonda przeprowadziła pierwsze testy żagla słonecznego w przestrzeni międzyplanetarnej oraz testy cienkowarstwowych ogniw słonecznych. Start sondy nastąpił 20 maja 2010 roku, jako ładunek dodatkowy rakiety wynoszącej sondę Akatsuki.

## Cele misji
- Rozłożenie dużego żagla słonecznego.
- Demonstracja produkcji energii elektrycznej przez cienkowarstwowe ogniwa słoneczne.
- Demonstracja napędu przy użyciu żagla słonecznego.
- Demonstracja kontroli sterowania lotem za pomocą żagla słonecznego.

Kryterium minimalnego sukcesu misji stanowiło wykonanie dwóch pierwszych zadań, natomiast wykonanie także pozostałych zadań oznaczało pełny sukces misji.

## Konstrukcja sondy

Schemat konstrukcji sondy IKAROS z rozłożonym żaglem:
1 – Ciężarki na wierzchołkach płatów o masie 0,5 kg (4 szt.)
2 – Elementy ciekłokrystaliczne
3 – Membrana żagla o grubości 7,5 μm i przekątnej 20 m
4 – Ogniwa słoneczne o grubości 25 μm
5 – Uwięzi
6 – Kadłub sondy
7 – Instrumenty

Kadłub sondy ma kształt walca o średnicy 1,6 m i wysokości 0,8 m. Wyposażony jest on w dostarczające mu energii ogniwa słoneczne, systemy łączności i silniki korekcyjne. Wzdłuż boku kadłuba, jak na bębnie, złożone były podczas startu elementy żagla. Sonda jest stabilizowana obrotowo. Na pokładzie kadłuba sondy znajduje się także detektor rozbłysków gamma (Gamma-Ray Burst Polarimeter, GAP) o masie 3,7 kg.
Żagiel złożony jest z czterech płatów o kształcie trapezoidalnym. Po pełnym rozłożeniu przybrał on kształt kwadratu o boku wynoszącym 14,1 m i przekątnej 20 m. Jego całkowita powierzchnia wynosi 173,63 m². Żagiel został wykonany z dwóch rodzajów poliimidów o grubości 7,5 μm. Do jego wierzchołków zostały przymocowane cztery ciężary, które regulowały działającą na żagiel siłę odśrodkową i moment bezwładności. Z kadłubem sondy żagiel połączony jest za pomocą lin. W pobliżu wierzchołków umieszczone zostały elementy ciekłokrystaliczne, o zmieniającym się pod wpływem przyłożonego napięcia współczynniku odbicia światła, które służyły do sterowania położeniem żagla. Około 5% powierzchni żagla pokrywają eksperymentalne cienkowarstwowe ogniwa słoneczne wykonane z amorficznego krzemu, o grubości 25 μm. Miały one generować prąd o mocy prawie 500 W. Na żaglach umieszczone zostały także detektory pyłu.
Przed rozłożeniem żagla prędkość rotacji sondy została zwiększona do 25 obrotów na minutę. Proces rozłożenia przebiegał dwuetapowo. Po odblokowaniu ciężarów znajdujących się na wierzchołkach płatów, były one wyciągane i utworzyły kształt krzyża. Ich kształt utrzymywany był przez zamki. Ten pierwszy etap rozłożenia przebiegał statycznie i trwał wiele godzin. W drugim etapie, przebiegającym dynamicznie, zostały uwolnione zamki i każdy z płatów rozszerzył się tworząc końcowy kształt kwadratu. Etap ten miał zająć około 5 sekund. Po zakończeniu tego procesu prędkość wirowania sondy została zmniejszona do 1 obrotu na minutę.
Cztery kamery na pokładzie sondy służyły do wykonania zdjęć obrazujących przebieg rozkładania żagla. IKAROS zaopatrzony został też w dwie wyrzucane kamery (DCAM1 i DCAM2) służące do uzyskania z zewnątrz obrazów sondy z rozłożonym żaglem. Każda z nich miała kształt cylindra o średnicy i wysokości około 6 cm. Wykonane przez nie zdjęcia przekazywane były na pokład IKAROSa drogą radiową.

## Przebieg misji
Po starcie w dniu 20 maja 2010 roku z kosmodromu Tanegashima, rakieta nośna H-IIA (202) (lot F17) wprowadziła sondę IKAROS, wraz z sondami Akatsuki i UNITEC-1, na prowadzącą ku Wenus orbitę heliocentryczną o peryhelium 0,72 au, aphelium 1,07 au i nachyleniu względem ekliptyki 2,0°.
28 maja 2010 roku, w ramach przygotowań do rozłożenia żagla, uwolnione zostały cztery ciężarki na wierzchołkach płatów. 31 maja prędkość rotacji sondy została zwiększona do 25 obrotów na minutę. 3 czerwca 2010 roku rozpoczął się pierwszy etap wyciągania płatów żagla. Został on zakończony 8 czerwca 2010 roku. 9 czerwca wydano komendę otwarcia zamków blokujących płaty żagla i z powodzeniem zakończono operację jego rozłożenia. Prędkość rotacji sondy spadła przy tym do 2,5 obrotów na minutę. Po rozłożeniu żagla potwierdzono też produkcję energii elektrycznej przez umieszczone na nim cienkowarstwowe ogniwa słoneczne.
14 czerwca 2010 roku z pokładu sondy została wyrzucona kamera DCAM2, która przekazała zdjęcia rozłożonego żagla.
17 czerwca 2010 roku prędkość rotacji sondy została zmniejszona do 1,1 obrotu na minutę.
19 czerwca 2010 roku z pokładu sondy została wyrzucona kamera DCAM1, która przekazała zdjęcia rozłożonego żagla.
9 lipca 2010 roku JAXA ogłosiła wyniki pomiarów potwierdzające przyspieszanie sondy przez żagiel. Wywierany przez ciśnienie promieniowania słonecznego ciąg wynosi 1,12 mN, co jest wartością zgodną z przewidywaniami.
13 i 14 lipca 2010 roku przeprowadzono pierwszy eksperyment kontroli położenia żagla przy użyciu umieszczonych na nim elementów ciekłokrystalicznych. Analiza uzyskanych danych potwierdziła, że przebieg manewru był zgodny z przewidywaniami.
8 grudnia 2010 roku o 7:39 UTC sonda IKAROS przeleciała obok Wenus w najmniejszej odległości wynoszącej 80 800 km.
Podstawowa misja sondy była zaplanowana na 6 miesięcy. W tym czasie były wykonywane testy przyspieszania sondy i manewrowania przy użyciu żagla oraz sprawdzono funkcjonowanie cienkowarstwowych ogniw słonecznych na żaglu. 26 stycznia 2011 roku JAXA poinformowała o zakończeniu fazy operacyjnej misji.
17 października 2011 roku wykonano trwający 20 minut manewr, który spowodował odwrócenie kierunku rotacji sondy i nadał jej wartość 0,24 obrotu na minutę.
W wyniku oddalania się sondy od Słońca i niekorzystnego dla generowania energii elektrycznej kąta ustawienia żagla, IKAROS, przed 6 stycznia 2012 roku, wszedł w stan hibernacji. Ponowny kontakt z sondą udało się nawiązać 6 września 2012 roku. Dwa dni później potwierdzono, że sonda wyszła ze stanu hibernacji.
Po zakończeniu swej misji, IKAROS pozostał na orbicie o okresie obiegu wokół Słońca wynoszącym około 10 miesięcy. Przez około 7 miesięcy w każdym obiegu orbitalnym energia elektryczna generowana przez sondę jest niewystarczająca do jej funkcjonowania i IKAROS przechodzi w stan hibernacji. Przez pozostały okres, około 3 miesięcy, sonda generuje wystarczającą ilość energii do wyjścia ze stanu hibernacji i utrzymywania łączności z Ziemią.
JAXA planuje wykorzystanie przetestowanych technologii do skonstruowania w przyszłości kolejnej sondy. Ma ona zostać zaopatrzona w większy, o średnicy 50 m, żagiel słoneczny oraz silnik jonowy i zostać wysłana na misję do Jowisza i planetoid trojańskich.
Koszt misji IKAROS wyniósł około 1,5 miliarda jenów (około 16 mln USD).